# Saadi Lahlou
 (mars 2022).
La mise en forme du texte ne suit pas les recommandations de Wikipédia : il faut le « wikifier ».
Les points d'amélioration suivants sont les cas les plus fréquents. Le détail des points à revoir est peut-être précisé sur la page de discussion.
- Les titres sont pré-formatés par le logiciel. Ils ne sont ni en capitales, ni en gras.
- Le texte ne doit pas être écrit en capitales (les noms de famille non plus), ni en gras, ni en italique, ni en « petit »…
- Le gras n'est utilisé que pour surligner le titre de l'article dans l'introduction, une seule fois.
- L'italique est rarement utilisé : mots en langue étrangère, titres d'œuvres, noms de bateaux, etc.
- Les citations ne sont pas en italique mais en corps de texte normal. Elles sont entourées par des guillemets français : « et ».
- Les listes à puces sont à éviter, des paragraphes rédigés étant largement préférés. Les tableaux sont à réserver à la présentation de données structurées (résultats, etc.).
- Les appels de note de bas de page (petits chiffres en exposant, introduits par l'outil «  Source ») sont à placer entre la fin de phrase et le point final[comme ça].
- Les liens internes (vers d'autres articles de Wikipédia) sont à choisir avec parcimonie. Créez des liens vers des articles approfondissant le sujet. Les termes génériques sans rapport avec le sujet sont à éviter, ainsi que les répétitions de liens vers un même terme.
- Les liens externes sont à placer uniquement dans une section « Liens externes », à la fin de l'article. Ces liens sont à choisir avec parcimonie suivant les règles définies. Si un lien sert de source à l'article, son insertion dans le texte est à faire par les notes de bas de page.
- La présentation des références doit suivre les conventions bibliographiques. Il est recommandé d'utiliser les modèles {{Ouvrage}}, {{Chapitre}}, {{Article}}, {{Lien web}} et/ou {{Bibliographie}}. Le mode d'édition visuel peut mettre en forme automatiquement les références.
- Insérer une infobox (cadre d'informations à droite) n'est pas obligatoire pour parachever la mise en page.

Pour une aide détaillée, merci de consulter Aide:Wikification.
Si vous pensez que ces points ont été résolus, vous pouvez retirer ce bandeau et améliorer la mise en forme d'un autre article.
Saadi Lahlou, né en 1960, est un statisticien et économiste français.Il est professeur de psychologie sociale dans le département de sciences psychologiques et comportementales de la London School of Economics depuis 2009. Il est nommé directeur de l'Institut d'études avancées de Paris en 2018.

## Biographie
De formation multi-disciplinaire (statisticien économiste, biologie humaine, HDR Psychologie),  Saadi Lahlou est diplômé de l'ENSAE à Paris. Il a soutenu une thèse en psychologie sociale en 1995 à l'EHESS sous la direction de Serge Moscovici, et a obtenu son habilitation universitaire à l'université de Provence avec Jean-Claude Abric.
Il travaille de 1985 à 1993 au Credoc, comme chef du département « prospective de la consommation ». Il fonde le laboratoire de design cognitif à EDF R&D, qu'il dirige jusqu'en 2009.
En parallèle, il poursuit ses recherches académiques en psychologie sociale et en sciences cognitives dans le laboratoire de psychologie sociale de l'EHESS, où il anime des séminaires de recherche (1998-2010). Il a également été directeur scientifique du programme Technologies cognitives  à la Fondation Maison des sciences de l'homme à partir de 1998 et directeur de recherche associé CNRS au Centre Edgar-Morin du CNRS-EHESS. Il fonde et coordonne le réseau RUFAE (Research on User-Friendly Augmented Environments).
Il est nommé au Comité d'évaluation du Commissariat général du Plan en 2005,.
En janvier 2009, il a rejoint l'Institut de psychologie sociale de la London School of Economics  (aujourd'hui Département de sciences psychologiques et comportementales) qu'il dirige de 2009 à 2013. Il est membre élu de la British Psychological Society et membre senior d'EURIAS. 
Depuis 2018, il dirige l'Institut d'études avancées de Paris. Il est élu membre de l’Académie des Technologies (2022) et de l’Academia Europaea (2023).

## Recherche
Ses premiers travaux de recherche en sciences sociales, sous la direction de Christian Baudelot, portent sur le suicide.
Il a analysé les mimiques faciales des nouveau-nés avec Marie-Josèphe Challamel, dans l'unité de recherche CNRS-INSERM de Michel Jouvet.
Au CREDOC, ses recherches ont porté sur le comportement du consommateur, notamment les comportements alimentaires 
, et sur la théorie des représentations sociales. Son livre Penser Manger a reçu le prix Trémolières décerné par l'Institut Benjamin Delessert,,.
Il a mis en place des instruments d'observation statistique (comme l'Observatoire des consommations alimentaires,, désormais intégré à l' Agence nationale de sécurité sanitaire), a contribué au développement de l'analyse automatisés des textes, et à l'application des méthodes d'analyse multivariée aux études des comportements et des attitudes.
Lorsqu'il rejoint EDF R&D en 1993, il mène des travaux sur les organisations, développe des techniques d'observation vidéo, notamment la "subcam", une caméra vidéo miniature qui permet l'enregistrement  de l'activité depuis le point de vue du sujet, et des méthodes de conception. La subcam a par exemple été utilisée pour comprendre les addictions aux smartphones.
Il explore les effets cognitifs de la numérisation : syndrome de surcharge cognitive, problèmes de confidentialité et transfert de l'expérience humaine.
En 2015, dans son intervention au colloque Big Data de l'Ensae-Alumni, il met en garde contre les risques liés à la numérisation généralisée ("Le retournement du miroir") : managérialisation, normalisation et standardisation.
Il a participé à deux projets internationaux portant sur le développement durable : Barenergy, un projet européen qui tente de comprendre les «Barrières aux changements énergétiques» et un autre sur l'utilisation de l'énergie en environnement construit qui a conduit à la publication d'un ouvrage collectif, System Innovation for Sustainability 4 .
Ses recherches actuelles portent sur la distribution des déterminants du comportement humain entre l'espace physique, l'espace mental et l'espace social. Son livre "Installation Theory: The Societal Construction and Regulation of Behaviour", paru chez Cambridge University Press en 2017 propose aux chercheurs et aux praticiens un cadre pour comprendre, analyser et modifier les comportements. En s'appuyant sur un large éventail d'exemples empiriques, il propose une synthèse  de théories préexistantes (psychologie écologique, théorie de l'activité, action située, cognition distribuée, constructionnisme social, théorie des acteurs-réseaux et représentations sociales).

## Publications
- (2017) Installation Theory. The societal construction and regulation of behaviour. Cambridge: Cambridge University Press.
- (2012) avec Nosulenko, Valery, Samoylenko, Elena. Numériser le travail. Théories, méthodes et expérimentations. Paris : Lavoisier. 327p.
- (2010) (ed.). System Innovation for Sustainability 4: Case Studies in Sustainable Consumption and Production - Energy Use and the Built Environment. Sheffield: Greenleaf, 2010. 288p. (Chapters by S. Lahlou A. Tukker, M. Charter & T. Woolman; H. Szejnwald-Brown & P. J. Vergragt; R. Wimmer & M.J. Kang; R. Wuestenhagen; J. P. Thorp; I. Kaltenegger & A. Tisch; V. Loftness, V. Hartkopf, A. Aziz, M. Snyder, J. Choi & X. Yang; C. Fischer; F.Reusswig, S. Lorek, D. & D. Fuchs).  (ISBN 978-1906093259)
- (2010) avec Nosulenko, V. (guest eds) Digitize and Transfer. Social Science Information. 49 (3): 291 – 507. (Papers by Lewis Pea & Rosen, Garcia-Lorenzo, Habert & Huc, Cordelois, Ganascia, Barabanschikov, Le Bellu, Lahlou & Nosulenko, 216 p.). .
- (2009) (ed). Designing User Friendly Augmented Work Environments. London:  Springer. Computer Supported Cooperative Work Series, Nov. 2009. 347p. (Chapters by : Stanford (B. Johansson, A. Fox, T. Winograd.), UC San Diego (E. Hutchins, J. Hollan), Carnegie-Mellon (V. V. Loftness, V. Hartkopf, A. Aziz.), Swedish Royal Inst. of Technology (C. G. Jansson.), U. Aachen (J. Borchers), Russian Acad. Sc (Nosulenko & Samoylenko), Xerox Palo-Alto (M. Back, G. Golovchinsky, P. Qvarfordt, W. van Melle, J. Boreczky, T. Dunnigan, S. Carter); EDF R&D (Lahlou).  (ISBN 978-1848000971).
- (2008) avec S. NOSULENKO, V. (guest eds) Cognitive Technologies. Social Science Information. September 2008; 47 (3): 227 - 457 (Papers by Lahlou, Joore, Vertegall and Shell, Lenay, Pea Lindgren and Rosen, Beaudouin, Nosulenko, Alexandrov: 230 p.)
- (2000) (coord.): Technologies Cognitives et environnement de travail., Intellectica, 30, 2000/1. (Articles de D. Kirsh, E. Hutchins, S. Lahlou, A.V. Cicourel, C. Heath P. Luff G. Nicholls D. vom Lehn, W.E. Mackay, M. Zacklad : 222 p.)
- (1998) Penser manger. Alimentation et représentations sociales. Paris : P.U.F., 1998. 239p. (Prix Trémolières 1998).  (ISBN 978-2130491361).
- (1992) (collectif) A Guideline for Survey Techniques in Evaluation Research. Brussels: Commission of European Communities. EUR 14-339.  (ISBN 92-826-4093-0)